# Ilıcak, Başkale
Ilıcak là một xã thuộc thành phố Başkale, tỉnh Van, Thổ Nhĩ Kỳ. Dân số thời điểm năm 2011 là 1.956 người.